# Confessions of an economic hit man

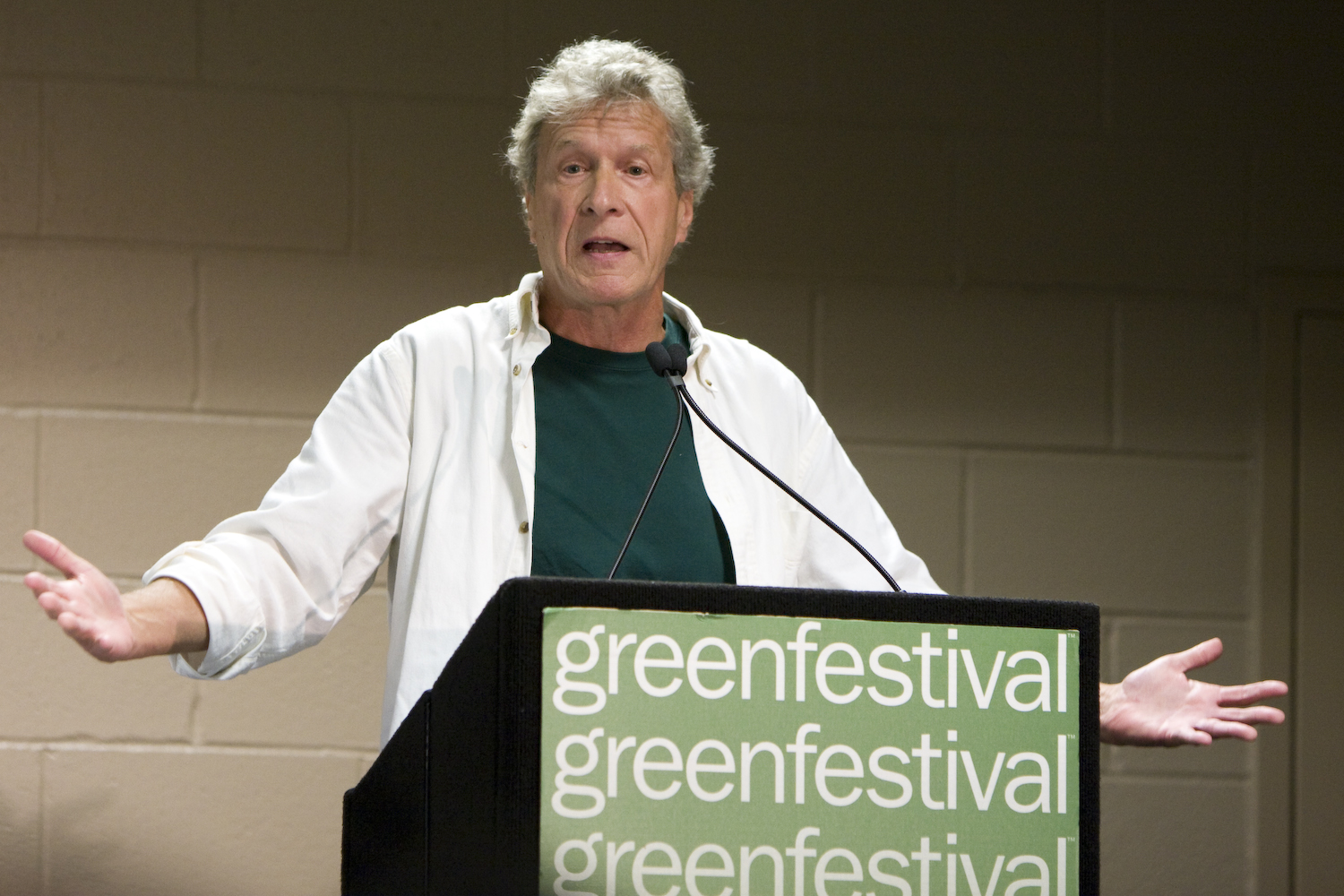
John Perkins se dirige al público en el Chicago Green Festival de 2010

Confessions of an economic hit man, publicada en español como Confesiones de un gánster económico o Confesiones de un sicario económico, es una autobiografía escrita por John Perkins y publicada en 2004. En ella relata la historia de su carrera con una firma de consultoría y cómo llegó a convertirse en un “sicario económico”.
Perkins define a los sicarios económicos como "profesionales altamente remunerados que le tienden trampas de millardos de dólares a los países del mundo. Sus herramientas de trabajo son reportes financieros fraudulentos, manipulación de elecciones, sobornos, extorsiones, sexo y asesinatos".
En este libro Perkins confiesa que él fue un sicario económico que trabajó para una firma de consultoría internacional llamada Chas. T. Main para inducir a los países más pobres a aceptar enormes préstamos del Banco Mundial, Fondo Monetario Internacional, USAID entre otros, y de asegurarse que todos los proyectos eran contratados con compañías estadounidenses.
Una vez que estos países estaban atados con deudas enormes, el gobierno estadounidense les “daba una mordida” a manera de solicitud de favores que incluían acceso a los recursos naturales, cooperación militar y apoyo político.